# Oligoflexales
Ordre
Les Oligoflexales  forment un ordre de bactéries gram-négatives aérobies de la classe Oligoflexia dans le phylum des Pseudomonadota.

## Description
L'ordre Oligoflexales est décrit en 2014 en même temps que la classe Oligoflexia, la famille Oligoflexaceae, le genre Oligoflexus et l'espèce type Oligoflexus tunisiensis. La souche Shr3, devenue souche type de l'espèce O. tunisiensis est isolée en Tunisie dans du sable prélevé à Matmata dans la partie occidentale du désert au Sahara. Les bactéries ont comme dimensions, environ 0,4 µM à 0,8 µM de large et plus de 10 µM de long.
Cet ordre Oligoflexales contient des bactéries aérobies à gram-négatif. Ces bactéries sont filamenteuses et fusiformes. Elles peuvent être spiralées comme les spirillum.
Elles ont été isolées sur milieu de culture R2A. Ces bactéries y forment des colonies circulaires à irrégulières de couleur jaune pâle.

## Taxonomie
Le nom correct complet (avec auteur) de ce taxon est Oligoflexales Nakai et al. 2014. Le genre type est : Oligoflexus Nakai et al. 2014.

### Étymologie
L'ordre Oligoflexales est nommée ainsi d'après son genre type, Oligoflexus. L'étymologie est la suivante : O.li.go.flex.a’les. N.L. masc. n. Oligoflexus, genre type de l'ordre; L. fem. pl. n. suff. -ales, suffixe pour définir un ordre biologique; N.L. fem. pl. n. Oligoflexales, l'ordre du genre Oligoflexus,. Le nom de cet ordre a ensuite été publié dans la liste des notifications de l'IJSEM.

### Liste des ordres
Selon LPSN (11 juin 2025), cet ordre comprend les deux familles suivantes :
- Oligoflexaceae Nakai et al. 2014
- Pseudobacteriovoracaceae McCauley et al. 2015

### Phylogénie
Lors de sa description, l'ordre Oligoflexales comprend la famille Oligoflexaceae. Sur la base du séquençage de l'ARNr 16S, cet ordre forme un clade distinct des autres ordres du phylum Pseudomonadota. Le groupe phylogénique le plus proche est formé autour de l'espèce candidate Spirobacillus cienkowskii.

## Publication originale
- (en) R Nakai, M Nishijima, N Tazato, Y Handa, F Karray, S Sayadi, H Isoda et T Naganuma, « Oligoflexus tunisiensis gen. nov., sp. nov., a Gram-negative, aerobic, filamentous bacterium of a novel proteobacterial lineage, and description of Oligoflexaceae fam. nov., Oligoflexales ord. nov. and Oligoflexia classis nov. », Int J Syst Evol Microbiol, vol. 64, no 10,‎ 1er octobre 2014, p. 3353-3359 (DOI 10.1099/ijs.0.060798-0)